# Grin & Bear It
Grin & Bear It è una raccolta del gruppo musicale britannico The Ruts, pubblicato nel 1980.

## Tracce
1. West One (Shine on Me) – 5:41
2. Staring at the Rude Boys – 3:14
3. Demolition Dancing – 2:37
4. Secret Soldiers – 2:19
5. H Eyes – 2:49
6. In a Rut – 3:41
7. Love in Vain – 4:09
8. S.U.S. – 3:29
9. Babylon's Burning – 2:42
10. Society – 2:04

## Formazione
- Malcolm Owen - voce
- Paul Fox - chitarra
- John "Segs" Jennings - basso
- Dave Ruffy - batteria
- Gary Barnacle - sassofono (7)
- Bill Barnacle - tromba (7)